# Queen (tidskrift)
Queen var en tidskrift som 2008 - 2010 gavs ut av Bonnier AB. Den var främst inriktad på mode, kungligheter, kultur, reportage och intervjuer.